# Kateri Tekakwitha

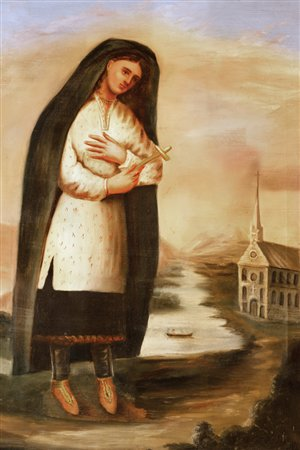
Die hl. Kateri Tekakwitha. Ölgemälde von Joseph Légaré (1843), fälschlicherweise P. Claude Chauchetière (Ende 17. Jahrhundert) zugeschrieben.

Kateri Tekakwitha (auch Káteri Tekahkwí:tha oder Katharina Tebakwitha; * etwa 1656; † 17. April 1680) war mütterlicherseits Algonkin, väterlicherseits eine Mohawk, also Angehörige eines Indianerstammes an den Großen Seen. Sie wurde vielfach als Lily of the Mohawks bzw. fleur-de-lys bezeichnet (französisch für ‚Lilie‘) und wird in der katholischen Kirche als Jungfrau und Heilige verehrt. Sie wurde 1943 von Papst Pius XII. zur Ehrwürdigen Dienerin Gottes erhoben. 1980 sprach Papst Johannes Paul II. sie selig. Papst Benedikt XVI. sprach Kateri Tekakwitha am 21. Oktober 2012 auf dem Petersplatz in Rom heilig. Der Gedenktag der Heiligen in der Liturgie der römisch-katholischen Kirche ist der 17. April, in Nordamerika der 14. Juli.
Bereits kurz nach ihrem Tod setzte die Verehrung der Jungfrau und Asketin ein, die den bei den Mohawk missionierenden französischen Jesuiten als Vorbild diente und deren Reliquien sie aufbewahrten. Mitte des 18. Jahrhunderts galt sie im frankophonen Kanada, das überwiegend katholisch war, als Schutzpatronin des Landes. Ihr Weg zwischen französischer und irokesischer Politik, Kultur und Spiritualität zeigt inzwischen eine extensive Entfaltung synkretistischer Ideen auf, die der fast blinden, misshandelten und entwurzelten Frau für die wenigen Jahre ihres Wirkens eine erhebliche Gestaltungskraft zuschreiben.
Die wissenschaftliche Forschung interessierte sich weniger für die Vorbildfunktion der Heiligen als für ihre Einbettung in den historischen und ethnohistorischen Kontext. Die Heilige ist für Religionsgeschichte, Ethnologie und Ethnohistorie sowie die Geschlechtergeschichte von großem Interesse, zumal sich in ihrer Biographie zentrale Konflikte der kanadischen und der US-Geschichte widerspiegeln. Die Mohawk selbst betonen heute den Einfluss, den die Heilige und ihre angestammte Kultur auf den Katholizismus vor allem in der Provinz Québec ausübten.

## Leben

### Herkunft und Kindheit
Nach Aufzeichnungen des Jesuitenmissionars Pierre Cholenec (1641–1723) von 1715 wurde Tekakwitha etwa 1656 in der Mohawksiedlung Ossernenon im späteren Bundesstaat New York als Tochter eines irokesischen Häuptlings und einer katholischen Algonkin geboren. Die fünf Stämme der Irokesenliga lebten zu dieser Zeit noch südlich der Großen Seen, die Mohawk, denen Kateris Vater angehörte, waren die östlichste Gruppe.
Kateris Mutter wuchs zunächst bei französischen Siedlern in Trois-Rivières in Neufrankreich auf, wurde jedoch um 1653 von Mohawk verschleppt. Einer ihrer Häuptlinge nahm sie zur Frau. Sie brachte Tekakwitha und einen Jungen zur Welt, bevor sie 1660 an Pocken starb, einer Epidemie, die häufig unter den Indianern grassierte und oftmals die Hälfte, mitunter 90 % der Stammesangehörigen tötete. Wahrscheinlich starben auch ihr Mann und das zuletzt geborene Kind an dieser Krankheit. Ihre Tochter, die später Kateri nach der Mohawkversion von Cathérine genannt wurde, erkrankte, überlebte jedoch. Sie erblindete aber beinahe und hatte ein stark durch Pockennarben entstelltes Gesicht. Darauf spielt ihre Name „Tekakwitha“ an, der ihr von den Mohawk gegeben wurde und der als ‚die gegen Dinge stößt‘, ‚die mit der Hand voraus geht‘ oder ‚schiebt voran‘, o. ä. zu deuten ist. Das Mädchen wurde dennoch von ihrem Onkel Atahsà:ta oder Kryn aufgenommen, der ein bedeutender Mohawk-Häuptling war. Er verließ 1673 mit über 40 Leuten das Dorf; ihm folgte auch Tekakwithas ältere Schwester. Der jüngeren verbot er, zu den Missionaren zu gehen.

### Französische Unterwerfung, Jesuitenmission, erster Kontakt

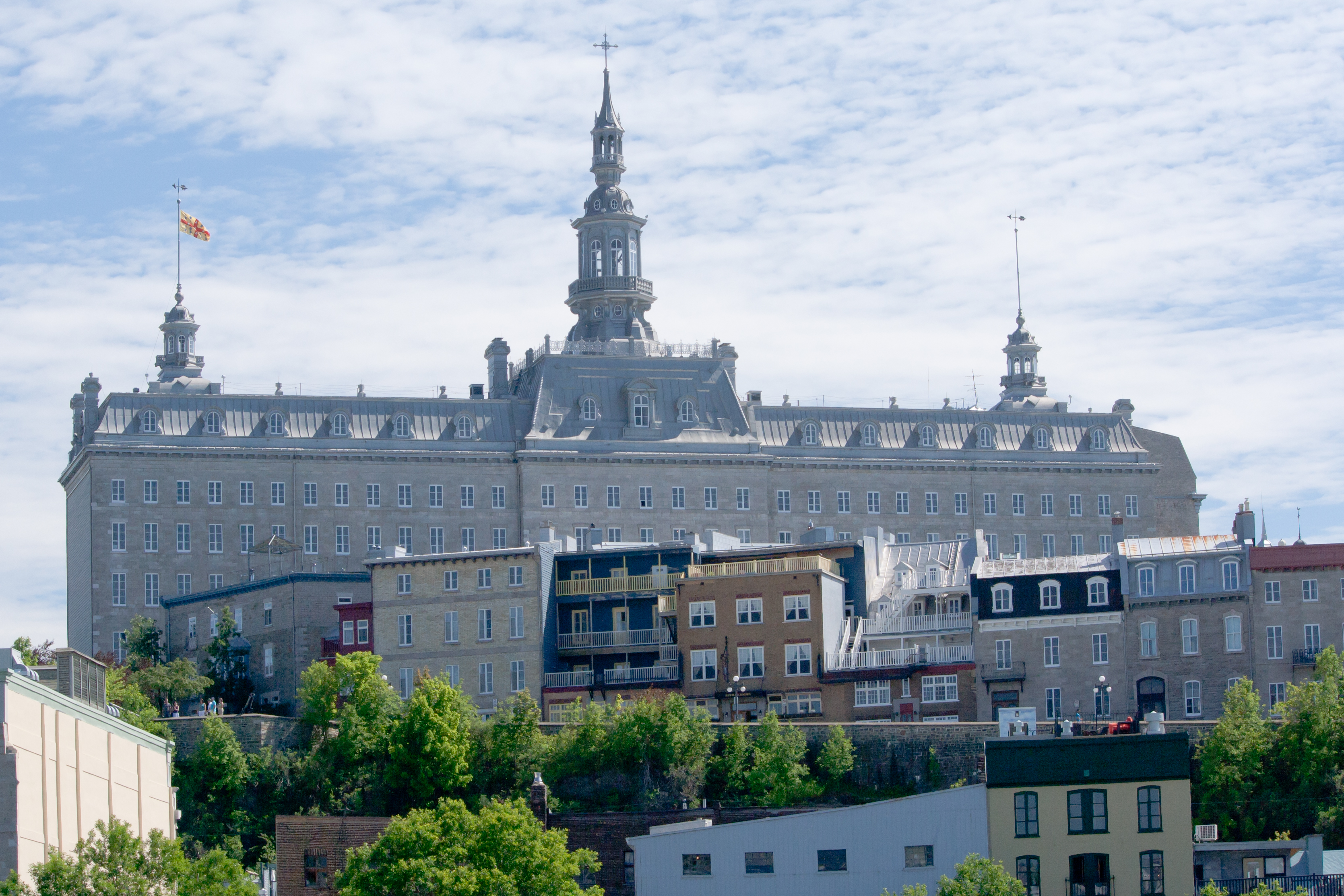
Das bis 2011 Petit Séminaire de Québec genannte Collège François-de-Laval

In Neufrankreich dehnten die mit der Mission betrauten Jesuiten unter dem ersten Bischof von Québec, Francois de Laval (1623–1708), ihre Aktivitäten aus, häufig nachdem Truppen die örtlichen Stämme dem französischen Regiment unterworfen hatten. 1663 gründete er das Séminaire de Québec, um ausgebildete, möglichst einheimische Missionare zur Verfügung zu haben, denn um 1670 lebten erst 7000 Franzosen in Kanada.
Die Mohawk wollten, im Gegensatz zu den übrigen Irokesen, keinen Frieden mit den Franzosen schließen. Bei ihrem ersten Angriff erlitten die französischen Truppen eine Niederlage, doch 1666 kam Alexandre de Prouville de Tracy, Generalstatthalter Neufrankreichs, aus Québec. Er kam mit Männern, die dem Regiment Carignant-Salières angehörten, in Kateris Dorf und ließ es niederbrennen. Ossernenon wurde unter dem Namen Gandaouagué etwas weiter westlich auf der anderen Seite des Mohawk-Flusses (Rivière des Hollandais) wieder aufgebaut. Die Mohawk mussten sich unterwerfen und Missionare in ihre Dörfer aufnehmen. Die Jesuiten schickten die Patres Jacques Frémin, Jacques Bruyas und Jean Pierron sowie die donnés Charles Boquet und François Poisson. Letztere waren den Jesuiten per Vertrag auf Lebenszeit zur Huronenmission verpflichtet. Sie erreichten Gandaouagué im September 1667. Kateri, die sich um die Männer kümmerte, war von ihrer Frömmigkeit und ihrem höflichen Umgang beeindruckt. Doch nicht nur von dieser Seite her wurde sie beeinflusst. Zwei Drittel der Einwohner von Gandaouagué waren katholische Algonkin und Huronen und sie kannten die Ursulinen von Québec.

### Taufe, neuer Name, Flucht
Tekakwitha entschied sich gegen den Willen ihrer Verwandten für das Christentum und ein Leben der Jungfräulichkeit „um des Himmelreiches willen“, weshalb sie eine Verheiratung ablehnte. Als ihr ein Kandidat vorgestellt wurde, verließ sie das Zelt – ein Ereignis in ihrem Leben, das später weiter ausgeschmückt wurde. 1675 betrat der Jesuitenpater Jacques de Lamberville erstmals ihre Hütte. Er taufte sie zu Ostern des folgenden Jahres; dabei erhielt sie den Namen Katharina (die Reine). Nach der Taufe wurde sie von Angehörigen, so überliefern die Jesuiten, misshandelt, mit dem Tod bedroht und geächtet; an Sonntagen erhielt sie nichts zu essen, da sie wegen des Sonntagsgebots nicht arbeitete. P. de Lamberville riet ihr, zu beten und sich an die Saint-Louis-Stromschnellen zu flüchten. Mit Hilfe dreier anderer Täuflinge gelang ihr die Flucht nach Norden.
Sie schlug sich im Juli 1677 über eine Entfernung von 300 km bis in die Missionsstation in der Gegend des heutigen Montréal durch. In der 1676 gegründeten Francis-Xavier-Mission in Sault-Saint-Louis, dem heutigen Kahnawake, erhielt sie bereits Weihnachten 1677 ihre erste heilige Kommunion, was nach so kurzer Zeit unüblich war.

### Umdeutung von Traditionen, Askese, Tod
Eine Freundin ihrer Mutter, Anastasie Tegonhatsiongo (Kanáhstatsi Tekonwatsenhón:ko), wurde ihre geistliche Führerin. Sie kannte sie schon seit Kindestagen. Trotz ihrer Jugend wurde sie im nächsten Frühjahr in die Confrérie de la Sainte-Famille aufgenommen. Dabei nahm sie weiterhin am Leben ihres Stammes teil, einschließlich der saisonalen Jagden, die sie weit im Land herumbrachten. Erst 1678 beendete sie diese Jagdzüge, da sie die monatelange Entfernung von ihrer Kirche nicht mehr ertragen wollte. Offenbar wurde sie weiterhin von ihren Gegnern bekämpft und denunziert, ihre Schwester warf ihr vor, sie habe sich auf einen Jäger eingelassen, doch beteuerte Kateri ihre Unschuld und die Priester glaubten ihr. Andere versuchten P. Cholonec dazu zu bewegen, sie zur Ehe zu drängen, was er auch kurzzeitig tat. Auch Anastasia drängte sie zur Ehe.
In dieser Zeit lernte Kateri eine Oneida-Witwe mit Namen Marie-Thérèse (Wari Teres Tekaien’kwénhtha) kennen. Kateri trug sich zusammen mit ihr und einer weiteren Freundin von den Huronen mit Plänen, eine Gemeinschaft indianischer Schwestern auf der Île aux Hérons zu gründen, doch einer der Jesuitenpater riet ihr davon ab. Am 25. März 1679 legte sie das Gelübde ewiger Jungfräulichkeit ab.
Andere Frauen organisierten ihr Glaubensleben ebenfalls. So leiteten einige von ihnen die täglichen Gesänge, die Frauen, die sich gegenseitig als „Schwestern“ ansprachen, beichteten wechselseitig ihre Sünden, arbeiteten zusammen und versuchten den zahlreichen Armen zu helfen. Eine von ihnen wurde als Nonne im Hospital von Montréal aufgenommen.
Kateri wirkte als Katechetin, besuchte täglich die Heilige Messe und kümmerte sich um Arme und Kranke. Dabei legte sie sich so harte Kasteiungen auf, dass P. Lamberville auf sie einzuwirken versuchte, indem er sie anhielt, diese zu mäßigen. Durch Entbehrungen und asketische Lebensweise geschwächt, erkrankte Kateri Tekakwitha Anfang 1680 ernsthaft. Am 16. April erhielt sie die Sterbesakramente, am 17. April 1680 starb sie im Alter von nur 24 Jahren. Ihre letzten Worte waren „Jesus, ich liebe dich“. Augenzeugen berichteten, dass die Pockennarben wenige Minuten nach ihrem Tod von ihrem Gesicht verschwanden und dass ein süßer Geruch den Raum erfüllt habe.
Nach ihrem Tod kam es zwischen den beiden Jesuiten vor Ort zu einem Disput um ihre Reliquien. P. Chauchetière wollte sie in der Kirche beisetzen lassen, doch P. Cholenec wollte anfangs eine Beisetzung auf dem Friedhof. P. Chauchetière glaubte, beim Tod einer Heiligen anwesend gewesen zu sein, wie ihm Visionen mitteilten. Auch Kateris Mentorin und mütterliche Freundin Anastasia sowie ihre Freundin Marie-Thérèse Tegaiaguenta wurden von der Toten in Träumen aufgesucht. Anastasia sah sie mit einem leuchtenden Kreuz in der Hand vor ihrem Bett kniend.

## Rezeption

### Verehrung, Schutzpatronin Kanadas, Seligsprechung

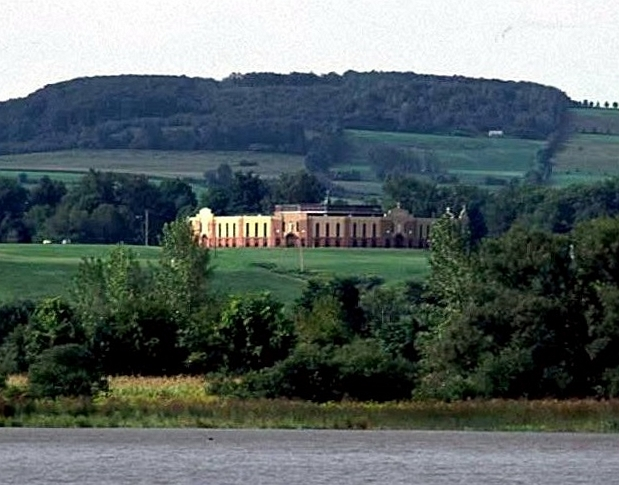
Der Schrein der Kanadischen Märtyrer bei Auriesville, New York; Blick über den Mohawk River

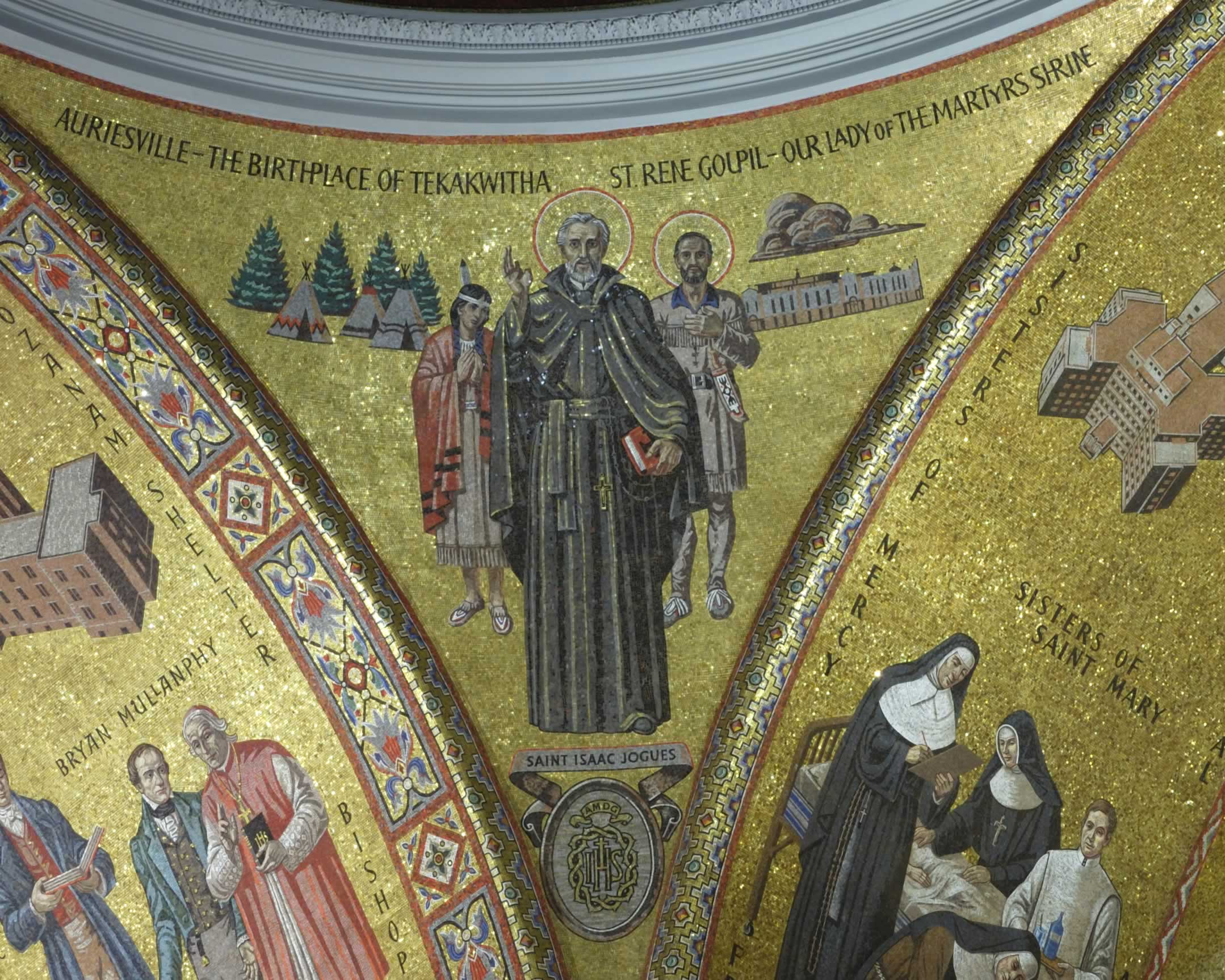
Mosaik in der Cathedral Basilica von St. Louis, Kateri neben dem hl. P. Isaac Jogues, einem der Märtyrer Nordamerikas. Er wurde 1930 kanonisiert.

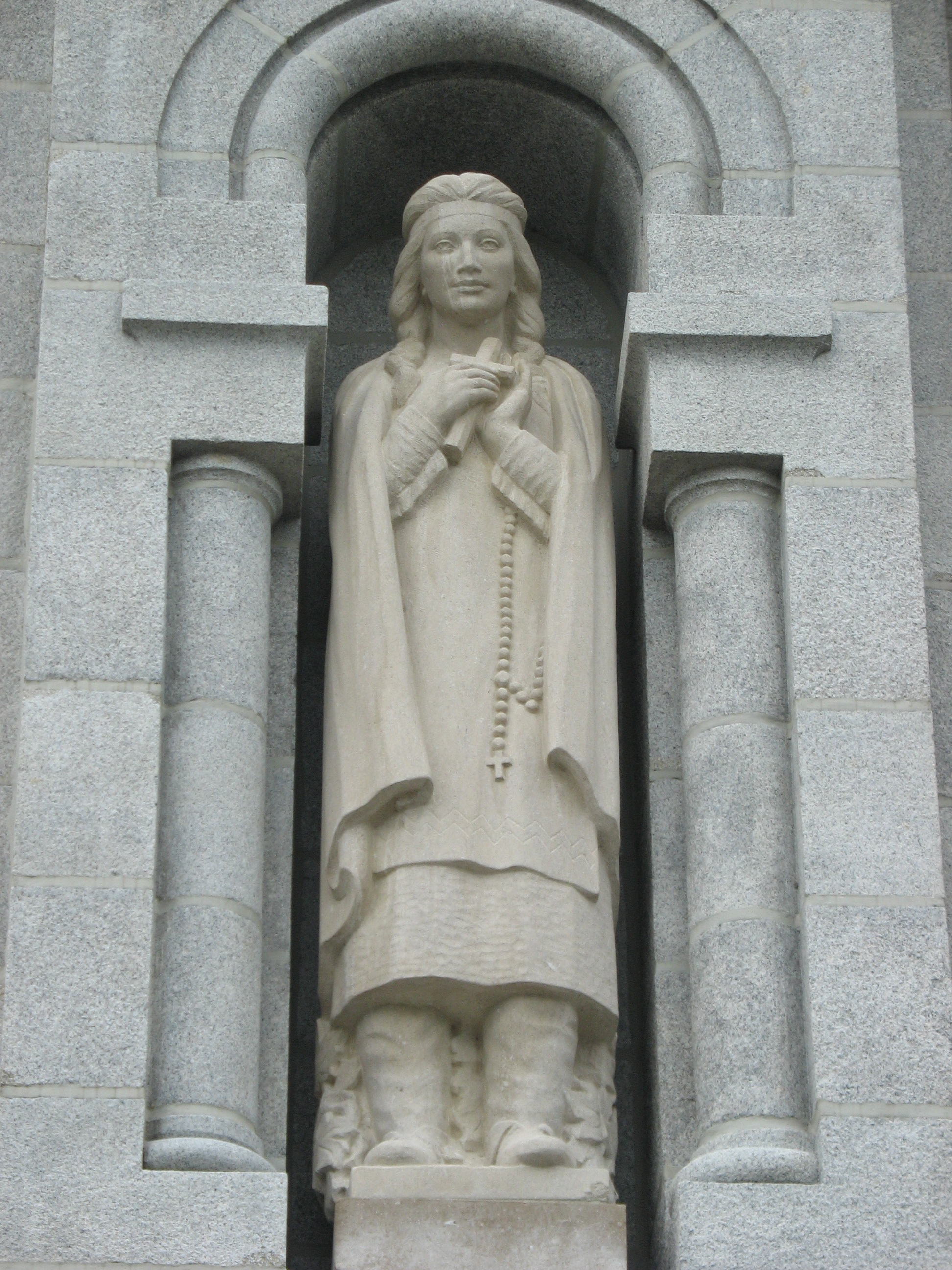
Skulptur an der Fassade der Basilika von Sainte-Anne-de-Beaupré bei Québec

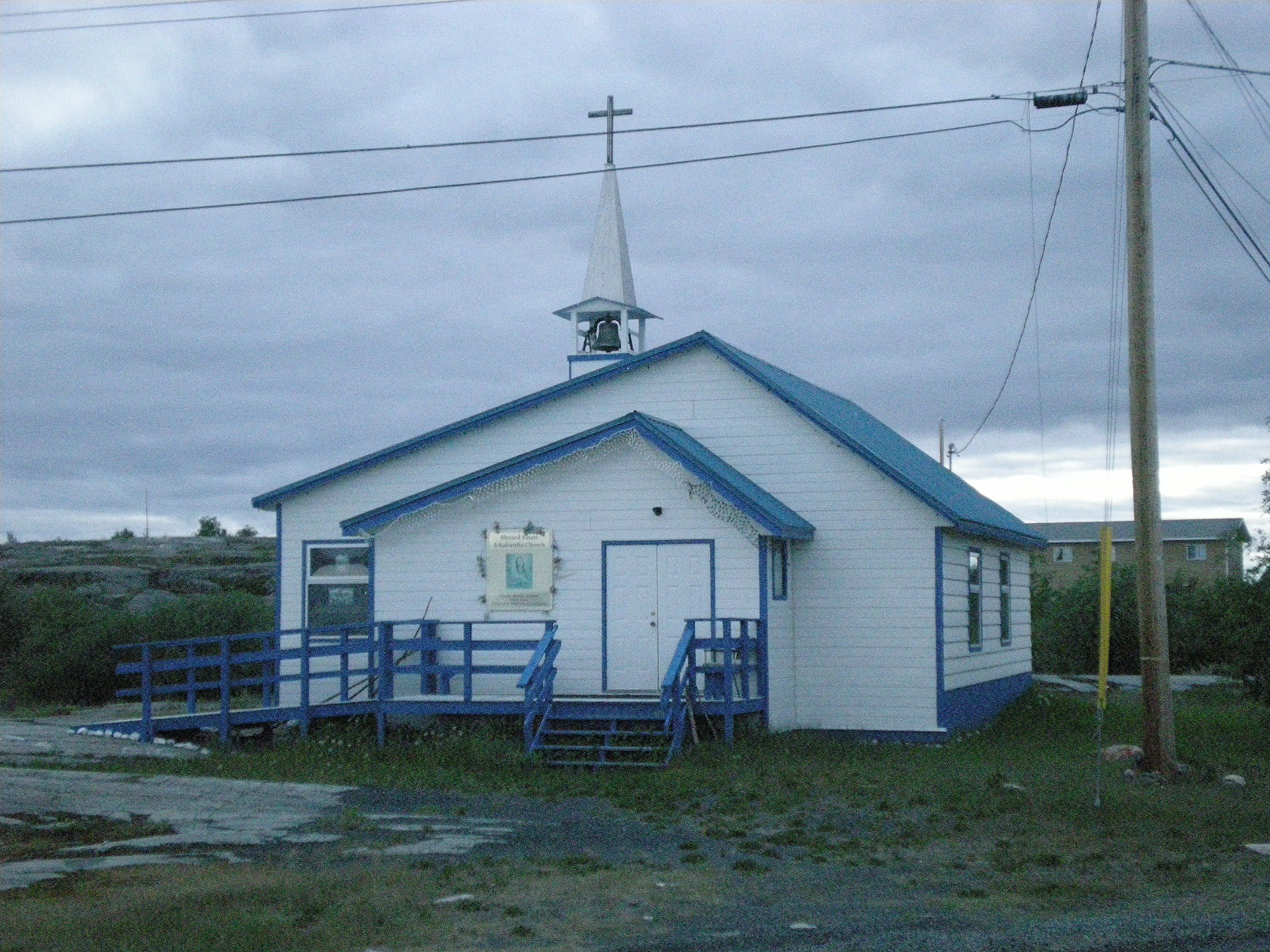
Der Heiligen geweihte Kirche in Dettah in den kanadischen Nordwest-Territorien

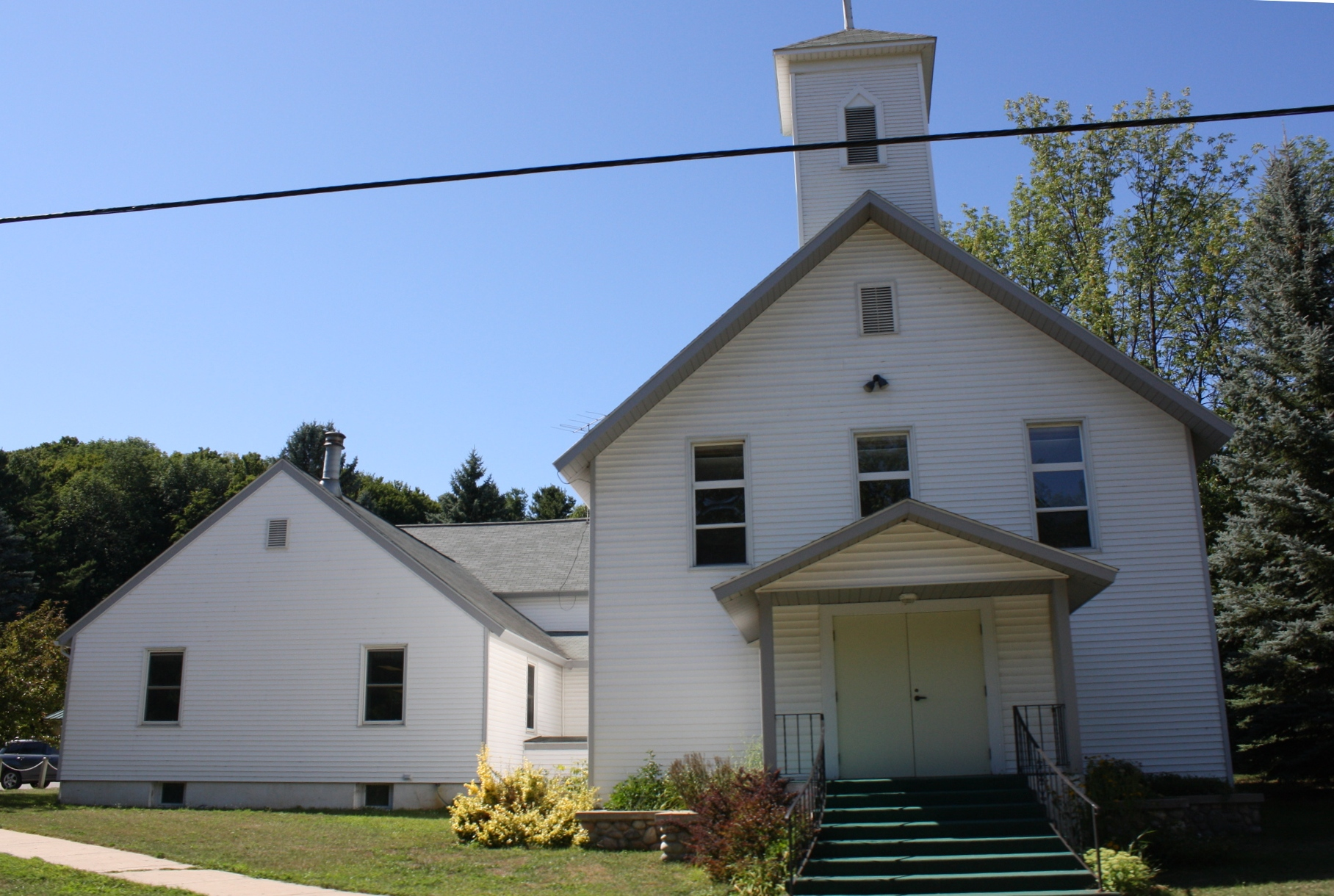
und in Michigan

Es gibt allein in den Vereinigten Staaten drei Heiligenschreine für Kateri, die jährlich von tausenden Pilgern besucht werden, darüber hinaus wird die Heilige in ganz Nordamerika verehrt. Pilger ziehen nach Auriesville, wo sich die Reliquien der kanadischen Märtyrer befinden, zur Mission des hl. Franz Xaver in Kahnawake (Caughnawaga), wo der Reliquienschrein Kateri Tekakwithas steht, oder nach Fonda, wo sie getauft wurde.
Bereits im 18. Jahrhundert wurde Kateri zum Vorbild des indigenen Katholizismus in Nordamerika. Schon P. Cholenec bemerkte, dass nach dem Tod die Pockennarben verschwunden seien und ein süßer Duft den Raum erfüllt habe, in dem sie aufgebahrt war – was schon im Mittelalter als sicheres Zeichen der Heiligkeit galt. 1683 soll ein an Kateri gerichtetes Gebet eine Gruppe von Jesuiten vor dem Tod in einem Sturm bewahrt haben, in dem die Missionskirche von Kahnawake um die Männer zusammenbrach. 1693 heilte André Merlot eine Augenentzündung, indem er eine Novene an Kateri richtete und mit einer Mischung aus Wasser, Erde von ihrem Grab und der Asche ihrer Kleider die Augen behandelte. 1696 berichtete ein Kanoniker aus Québec, ein entsprechendes Bittgebet habe ihn von einem Fieber und von Durchfall befreit.
Der zweite Bischof von Montréal, Jean-Baptiste de La Croix de Saint-Vallier, nannte sie bereits 1688 die „Genoveva von Kanada“. Damit spielte er auf Genoveva von Paris an, die Schutzpatronin der französischen Hauptstadt. 1744 meinte P. Pierre-François-Xavier de Charlevoix, sie werde allgemein als „Patronin Kanadas“ betrachtet.
Ab dem 19. Jahrhundert wandten sich vor allem nordamerikanische Katholiken wiederholt an den Heiligen Stuhl, um die Seligsprechung Kateri Tekakwithas zu erreichen. Besonders die 1939 gegründete Tekakwitha Conference (die seit 1940 den Namen Kateris führt), die Versammlung indianischer Katholiken mit Sitz in Montana, setzte sich mit Gebeten und öffentlichen Aufrufen über Jahrzehnte dafür ein. 1943 erhob Papst Pius XII. Kateri Tekakwitha zur ehrwürdigen Dienerin Gottes.
1980 gründete die Tekakwitha Conference ihr Zentrum in Great Falls in Montana. Papst Johannes Paul II. sprach Kateri Tekakwitha am 22. Juni 1980 selig. Ab 1983 bemühte sich die Tekakwithas Conference auf internationaler Ebene um die Heiligsprechung Kateris.

### Heilungswunder, Heiligsprechung
Am 19. Dezember 2011 gab Papst Benedikt XVI. die Anerkennung eines Wunders durch die Kirche bekannt, das sich im Jahr 2006 ereignet hatte und auf die Anrufung der Seligen zurückgeführt wurde. Er sprach Kateri am 21. Oktober 2012 heilig.
Als das ausschlaggebende Wunder, das, außer bei Märtyrern, als Voraussetzung für Selig- und Heiligsprechungen gilt, wurde die Heilung eines Lummi-Jungen betrachtet, eines Angehörigen des Stammes der im Bundesstaat Washington ansässigen Lummi.
Die Lummi gehören zu den Küsten-Salish, einer im Westen Nordamerikas zwischen British Columbia und Oregon lebenden Gruppe von mehr als 50 indianischen Stämmen, die traditionell vom Fischfang lebten. Auch sie waren von den enormen Bevölkerungsverlusten durch Pockenepidemien ab 1775 betroffen.
Der sechsjährige Jake Finkbonner hatte sich im Jahr 2006 beim Spielen mit einer schweren Krankheit infiziert, die als Nekrotisierende Fasziitis bekannt ist. Sie verläuft überaus dramatisch; sie beginnt mit Schmerzen und Fieber, innerhalb kurzer Zeit schwellen die betroffenen Stellen an, die Haut wirft Blasen. Bei Jake kam es zu einem fortschreitenden Absterben (Nekrose) der Gesichtshaut, die immer wieder operativ entfernt werden musste. Donny und Elsa Finkbonner, die Eltern, riefen einen Priester herbei, denn die Ärzte hatten ihnen mitgeteilt, ihr Sohn werde wohl sterben. Sie riefen die selige Kateri im Gebet an, denn Kateris Pockennarben waren der Legende zufolge nach ihrem Tod aus ihrem Gesicht verschwunden. Der Kateri-Kreis an der Saint Joachim Church, der Reservatskirche außerhalb von Bellingham, betete für den Jungen, ebenso wie die Assumption Catholic School, die Jake besucht hatte. Über persönliche Kontakte weiteten sich die Gebetskreise nach Denver, und schließlich bis nach London und Israel aus.
Auch in Great Falls in Montana betete die Ordensschwester und Vorsitzende der Tekakwitha Conference Kateri Mitchell, eine Mohawk, die ein halbes Jahrhundert zuvor den Namen Kateri als Ordensnamen angenommen hatte. Sie brachte eine Reliquie mit, den Splitter eines Handknochens, der bei der letzten Exhumierung von Kateri Tekakwitha 1972 nach Montana gekommen war. Nach der Auflegung dieser Reliquie soll sich die Genesung des Jungen zugetragen haben. Damit war eine wichtige Voraussetzung für die Ingangsetzung des Verfahrens der Heiligsprechung gegeben.
Zur Heiligsprechung reisten 2012 mehr als 2000 Indianer nach Rom, die Mehrheit Mohawk, sowohl aus den USA als auch aus Kanada. Der Gedenktag der Heiligen in der Liturgie der römisch-katholischen Kirche ist der 17. April, in Nordamerika der 14. Juli.
Die Reaktionen der Mohawk waren, wie die New York Times 2012 schrieb, „komplex“: „Einige waren stolz, weil Kateri eine Mohawk war. Einige bezweifelten die Wahrheit ihrer Geschichte, wie sie von der Kirche erzählt wird. Einige hofften, die Heiligsprechung werde die Spannungen zwischen katholischen und traditionellen amerikanischen Indianern lindern. Und andere waren begeistert, dass die Kirche dabei sei, ihren ersten amerikanischen Indianer heilig zu nennen, auch wenn sie sich wünschten, dies wäre früher geschehen.“ Für Tom Porter, einen traditionellen Mohawk, ist klar, so heißt es im selben Artikel, dass die Heilige „überwiegend in unserer Tradition erzogen wurde, daher ist ihre Spiritualität vom alten Glauben“.

### Publikationen, öffentliche Erinnerung
Über Kateri wurden allein bis zum Ende des 20. Jahrhunderts rund 50 Biographien in zehn Sprachen verfasst. Die amerikanische Komponistin Nellie von Gerichten Smith (1871–1952) schrieb die Oper Lily of the Mohawks: Kateri Tekakwitha (Libretto von Edward C. La More). Es war sicher nicht die erste Bühnenaufführung über Kateri; bereits in den 1930er Jahren wurde Joseph Clancys Schülerdrama The Princess of the Mohawks öfter in den katholischen Schulen Nordamerikas aufgeführt.
Eine besondere Bedeutung nimmt die Heilige im Roman des kanadischen Schriftstellers und Sängers Leonard Cohen Beautiful Losers von 1966 ein. Darin bezeugt Cohen eine besondere Form der Verehrung auch unter Nichtkatholiken.
Der Schrein in Fonda, der National Kateri Tekakwitha Shrine, befindet sich unter der Traufe einer einfachen, 200 Jahre alten Scheune. Darunter befindet sich ein ehemaliges Museum für indigene Artefakte, das 1938 von Franziskanern eröffnet worden war. Sie ließen Kateris einstiges Dorf ausgraben. Die ab 1950 ausgegrabene Caughnawaga Siedlung stellte das einzige vollständig ausgegrabene Irokesendorf dar, wodurch es sowohl für Traditionalisten als auch für Katholiken als verehrungswürdig galt. Dort befinden sich folglich Kreuze und das Bild einer betenden Kateri genauso wie die traditionell Medizin: Zeder, Tabak, Salbei und Süßgras. Sowohl Gebete an den Großen Geist als auch Bibelzitate sind in Evidenz. 680.000 Indianer waren zu dieser Zeit katholisch.
Im Erzbistum San Francisco wird im von Sacheen Littlefeather geleiteten San Francisco Kateri Circle das Andenken an Tekakwitha gewahrt.
In Chicago befasst sich das Kateri Center mit der katholischen Indianerbevölkerung, die 2010 in der Stadt 0,5 % der Bevölkerung stellte. In Kanahwake heißt das örtliche Krankenhaus Kateri Tekakwitha, auch eine Schule trägt dort ihren Namen.

### Wissenschaftliche Rezeption, historische Voraussetzungen
An ihrer Biographie lassen sich religionspolitische Auseinandersetzungen, wie sie bis Ende des 20. Jahrhunderts die Debatten zwischen und in den französisch- und englischsprachigen Teilen Kanadas immer wieder dominierten, aber auch ethnische Konflikte und Kulturkontakte, Folgen kultureller Entwurzelung, Neuorientierung oder Anpassung und Umdeutung, aber auch Vorstellungen vom Rollenverständnis der Geschlechter, die immer wieder in die Vergangenheit zurückprojiziert wurden, ebenso wie die Geschichte indigener Spiritualität unter kolonialer Herrschaft sowie Synkretismus beispielhaft analysieren.
Die nordamerikanische Geschichtswissenschaft, die sich mit dem Verhältnis von Frauen und Mission auseinandersetzte, ignorierte lange sowohl die Mohawk, als auch Kateri. Selbst die amerikanischen Grundlagenwerke der Anthropologin Eleanor Leacock, Karen Anderson oder Carol Devens erwähnen sie nicht. Leacock und Devens beschränkten sich auf die Montagnais oder Innu, Anderson auf Innu und Huronen bzw. Wyandot.
Die Perspektive richtete sich zu diesem Zeitpunkt einerseits auf die Aushöhlungspolitik der Missionare gegenüber den indigenen Kulturen und ihre Assimilationspolitik sowie die Kollaboration zwischen Feudalregiment und Orden. Einen weiteren Schwerpunkt bildete die Rolle des Pelzhandels und der spirituellen, politischen und wirtschaftlichen Rolle der Frauen in diesem Prozess, der zahlreiche Völker zu weiträumigen Wanderungen veranlasste und vielfältige kulturelle Adaptionsprozesse in Gang setzte. Der gesellschaftliche Rang der Frauen zu Tekakwithas Zeit wurde, wie die Forschungen erwiesen, gleichermaßen durch Missionare und Pelzhändler untergraben, da sie ihre vom feudalen Frankreich geprägten Rollenmuster mitbrachten. Die Binnenperspektive der Indianer kam erst ab den 1980er Jahren mit eigenen Werken zum Tragen.
Doch Kateri passte weder in das Klischee der von Missionaren unterdrückten Indianerin, noch in das der Rebellin gegen koloniale Macht oder kulturellen Überlegenheitsdünkel. Auch die Vorstellung eines völligen Kulturbruchs, ausgelöst durch Kolonialmacht und Mission, passte nicht recht zu ihrer Biographie.
Offenbar war sie gezwungen, sich schnell verändernden, mitunter katastrophalen Situationen zu stellen und sich in ihnen zu verhalten. Die Außenwelt brach in einer Kaskade von Katastrophen über die junge Frau herein. Ihre Familie wurde durch die Pocken vernichtet, der Stamm ihrer Mutter war ihr fremd, der ihres Vaters in Auflösung und zwischen englischen, niederländischen und französischen Interessen, dazu zwischen den Konfessionen zerspalten. Dabei brachte die Mission zugleich patriarchalische Vorstellungen mit, in der Frauen bestimmte Rollen zugewiesen wurden, Rollen, die Kateri schon vor der Hinwendung zum Christentum vehement abgelehnt hatte. Für sie kam die vorgesehene Rolle als Ehefrau weder bei den Mohawk noch gar bei den Franzosen in Frage, doch boten die Jesuiten Frauen, die die Ehe ablehnten, eine Entfaltungsmöglichkeit. 1639 kamen die ersten Ursulinen nach Québec. Sie konnten indianischen Frauen als Vorbild dienen, denn sie heilten im Hospital und sie hatten offensichtlich großen Einfluss in der kleinen, den Mohawk noch so unverständlichen französischen Gesellschaft.
Umgekehrt sah gerade der französische Katholizismus des Barock weibliche Heilige und Maria, Jesu Mutter, als zentrale Verehrungsfiguren an, die wiederum Indigene durchaus als machtvoll wahrnahmen. Die Jesuiten verehrten zudem besonders die heiligen Jungfrauen der Kirche. Diesen religiösen „Werkzeugkasten“ (Shoemaker) interpretierten die Mohawk ständig neu, und er bot Frauen überraschenderweise den Zugang zu Prestige und Einfluss, auch solchen, die in ihrer traditionellen Umgebung keine Perspektive sahen. Zu diesen zählte Kateri in besonderem Maße.
Die Jesuiten bewegten sich dabei zu dieser Zeit noch auf äußerst unsicherem Grund. Sie waren 1625 nach Québec gekommen, doch hatte Frankreich die Kolonie 1629 an Engländer und Hugenotten verloren. Erst 1632 konnte die Kolonie neu eingerichtet werden. Dennoch gelang es kaum, Franzosen zu gewinnen, die sich in Neufrankreich ansiedeln wollten. 1630 hatte Québec gerade einmal 100 Einwohner, diese Zahl stieg bis 1640 auf 359. Montréal bewohnten selbst um 1700 nur 1.300 Menschen in weniger als 200 Häusern. Doch zu Kateris Zeiten änderte sich dies spürbar, vor allem, seitdem Intendant Jean Talon (1665 bis 1672) versuchte, möglichst viele der nach Neufrankreich abkommandierten Soldaten dauerhaft im Lande anzusiedeln, und dazu Französinnen ins Land zu holen. Auch unterstützte er sonst die Besiedlungspolitik. Bis 1673 wuchs die Bevölkerung um rund 9.000 Menschen an. Andererseits gründeten die Engländer 1670 die Hudson’s Bay Company, die den Franzosen bald empfindliche Konkurrenz machte.
Bis dahin zählten die großen Stämme der Irokesen, zu denen die Mohawk zählten, und die südlich der Großen Seen lebten, nach Zehntausenden. Allein dies gab ihnen auch militärisch eine erhebliche Überlegenheit, die sie ausnutzten, um die Huronen als Verbündete der Franzosen zu vernichten. Erstmals siedelten einige von ihnen auf kanadischem Boden. Doch schwere Pockenepidemien eilten den Europäern, die die Krankheit einschleppten, voraus, und diese ließen die Zahl der Irokesen und vieler anderer Stämme bald zusammenbrechen. 1634 dürfte mehr als die Hälfte der Mohawk der ersten Pockenepidemie zum Opfer gefallen sein. In die Zeit der irokesischen Expansion fällt der Raub, durch den Kateris Mutter zu den Irokesen kam. Von 1661 bis 1663 wütete die zweite Epidemie, der neben Kateris Familie weitere tausend Menschen zum Opfer fielen. 1667 gelang es den Franzosen einen Friedensschluss mit den Irokesen zu schließen, doch 1683 begann abermals ein Krieg, der erst 1701 endete. Bereits katholische Indianer und alle Feinde der Irokesen unterstützten die Franzosen. Gegen Ende des Jahrhunderts gab es auf dem Gebiet des Bundesstaats New York nur noch zwei Mohawkdörfer.
Die französische Kolonialpolitik verfolgte recht klare, wenn auch nur sehr schwer zu erreichende Ziele. Die königliche Protektion hatte zur Folge, dass das feudalistische System des Mutterlandes (Coutume de Paris) auf die Kolonie übertragen werden sollte, um das Land in Grundherrschaften aufzuteilen, die von Menschen bewirtschaftet wurden, die in einem Dienst- und Abgabenverhältnis zu einem Grundherrn standen. Auch die jesuitische Mission wurde derart finanziert, mit Lebensmitteln und Baumaterial versorgt. Von ihr erhoffte sich Paris eine Beruhigung der desolaten militärischen Situation. Der aus den Konfessionskriegen hervorgegangene Grundsatz erhielt zudem Gültigkeit, dass nur Katholiken in Neufrankreich leben durften. Doch von 1628 bis 1663 unterstanden die französischen Gebiete der Handelsgesellschaft Compagnie de la Nouvelle France und nicht direkt der französischen Krone, so dass der Kolonialmacht vor Ort nur geringe Mittel zur Verfügung standen.
Das änderte sich mit Jean Talon. 1667 gründeten P. Pierre Raffeix und einige französische Familien La Prairie de la Magdeleine bei Montréal. Die ersten indigenen Einwohner waren Oneida-Irokesen und adoptierte Huronen. 1676 ersuchte die Mission um neues Land und siedelte an die Sault-Saint-Louis-Stromschnellen oder Lachine-Schnellen um. 1677 bestand diese Siedlung aus 22 Langhäusern, die von je zwei Headmen der Huronen und der Irokesen geführt wurden. Durch Zuzug von Mohawk erhielten diese jedoch bald das Übergewicht, und ihre Sprache setzte sich durch. So entstand das heutige Kahnawake (an den Stromschnellen). 1676 gründeten Sulpizianer darüber hinaus eine Mission am Mont Royal, auf der Île de Montréal, auf der sich die Stadt Montréal befindet.
Doch nicht nur von diesen welt- und lokalpolitischen, ethnischen und Missionsvoraussetzungen sind Kateris Vita und die dazugehörige Überlieferung geprägt. Die Jesuiten hatten bestimmte Vorstellungen, wie eine Heiligenvita auszusehen hatte. Jungfräulichkeit, religiöse Hingabe, Kasteiung, aber auch das Hingeben weltlichen Eigentums an die Armen waren wichtige Kriterien für ein solches Leben, ebenso wie Wunderwirksamkeit nach ihrem Tod. So hatte Catherine Gandeacteua, die Gründerin des Dorfes La Prairie, eine wichtige Voraussetzung für eine Verehrung mitgebracht, als sie alles verschenkte. Das war den Zeitgenossen offenbar klar, denn während die Indianer sie beisetzen wollten, beanspruchten die Jesuiten ihren toten Körper folgerichtig als Reliquie. In ganz Neufrankreich gab es zu dieser Zeit keine Reliquien, und der Bedarf dürfte groß gewesen sein, und sei es nur als Staub vom Grab der Verehrten. Jedenfalls blieb Catherines Körper in La Prairie, die Jesuiten setzten sich durch.
Einem ähnlichen Modell folgte man in Kahnawake. Dort stand jedoch die Selbstkasteiung im Vordergrund, nicht die freiwillige Armut. Offenbar gingen gleich mehrere Frauen diesen Weg. Weihnachten 1676 zog eine von ihnen auf den Friedhof und stellte sich nackt vor das dortige Kreuz. Wie Claude Chauchetière in einem Brief vom 14. Oktober 1682 berichtet, stand die schwangere Frau im Schneetreiben und wäre beinahe mitsamt ihrem Kind zu Tode gekommen. Ihrem Vorbild folgten vier weitere Frauen, die neue Wege der Poenitenz entwickelten. In dieses Klima kam Kateri durch ihre Flucht, doch die dortigen Kasteiungen steigerten sich nach ihrem frühen Tod noch weiter.
1680 erschien es den Jesuiten dabei so, als sei inzwischen der Teufel für Kasteiungen verantwortlich, die in ihren Augen maßlos übertrieben waren. Einige der Frauen stürzten sich unter das winterliche Eis im Fluss, eine Mutter tauchte ihre sechsjährige Tochter darin unter. Dies tat sie nicht, um das Kind für begangene Sünden zu bestrafen, sondern für zukünftige, die sie noch als Erwachsene begehen würde. Männer wie Frauen geißelten sich mit Dornen, Stöcken, Nesseln, Kateri schlief drei Nächte nacheinander auf Dornen. Manche fasteten ohne Unterlass, auch wenn sie schwer arbeiten mussten. Wieder andere legten sich glühende Kohlen zwischen die Finger, sie gingen barfuß auf winterliche Prozessionen, sie schnitten sich die Haare ab und verunstalteten sich, um nicht heiraten zu müssen. Schließlich „erleuchtete sie der Heilige Geist“, so dass diese Exzesse verschwanden. Doch die bohrenden Fragen dazu, die die Jesuiten gelegentlich in Verlegenheit brachten, blieben.
Die Jesuiten, die als „Schwarzröcke“ (im Gegensatz zu China, wo sie seit Matteo Ricci auch missionierten und sich äußerlich anpassten), ihre Kleidung beibehielten, wurden vielfach wie Schamanen verehrt. Sie konnten Sonnenfinsternisse vorhersagen, sie kannten Visionen, die die Mohawk Träume nannten, und sie besaßen Heilungsrituale, wie Gebete und Gesang, dazu Aderlass und rituelle Werkzeuge. Versagten die Jesuiten in den Augen der Mohawk, so waren sie unfähige Schamanen oder sie nutzten ihren „Zauber“, um Schaden anzurichten, was für die Jesuiten lebensgefährlich werden konnte. So starb 1646 P. Isaac Jogues, weil die Mohawk ihm Zauberei vorwarfen, durch die er ihrer Meinung nach die Ernte vernichtet hatte. Die Irokesen kannten jedoch weitere Anknüpfungspunkte und Ähnlichkeiten. So besaßen auch sie Heilergesellschaften, wie die False-Faces, die eigenes Wissen besaßen und Rituale durchführten. Heilige konnten als Wächtergeister gedeutet werden, auch kannten sie Steine oder Federn als physische Mittel, um Zugang zur spirituellen Welt zu erlangen, so wie die Jesuiten Reliquien kannten. Doch die Jesuiten glaubten, dass nur Menschen Seelen oder einen Geist haben, während dies für die Irokesen auch für Tiere galt oder Dinge. Über Orenda, die Macht der Geister, konnten einige wenige Menschen verfügen; dies taten in den Augen der Jesuiten nur Märtyrer oder Heilige mit ihrer göttlichen Kraft. Fasten und sexuelle Abstinenz galten bei Jesuiten wie Irokesen als Quellen der Kraft, wenn die Irokesen auch wenig Verständnis für lebenslange Abstinenz hatten.
Claude Chauchetière hatte beim Erfolg der lokalen Missionsarbeit, die als eine der wenigen auch längerfristig Bestand hatte, großen Anteil. Er agierte bei der Mission und der Steuerung der Gemeinde weniger mit theologischen Argumenten als mit Ritualen und oftmals selbst gezeichneten Bildern, insbesondere die von der Hölle hielt er für besonders wirksam bei den „Wilden“. Zudem konnten sie mit biblischen und Heiligengeschichten an viele der den Mohawk bekannte Erzählungen anknüpfen, zumal diese gleichfalls eine Schöpfungsgeschichte und eine jungfräuliche Empfängnis kannten. Die matrilinearen Irokesen konnten sich allerdings eher für die Heilige Familie, insbesondere Maria und ihre Mutter Anna erwärmen, als für die katholische Familie mit dem Mann als Herrn. So gründeten die Jesuiten eine Bruderschaft der Heiligen Familie im Dorf. Chauchetière hatte selbst mit neun Jahren seine Mutter, mit sechzehn seinen Vater verloren; viel später schrieb er an seinen Bruder über sein Leben, wie die Vorsehung darin gewirkt hatte, und wie wichtig ihr Vater bis zu jenem katastrophalen Hungerjahr gewesen war, in dem er 1662 verstorben war. Sein Tod wurde zum Ausgangspunkt für seinen Eintritt in den Jesuitenorden. Kateris Tod beschreibt er als einen der wichtigsten Wendepunkte seines Lebens. Seine Gemeinde nannte er in einem Brief aus dem Jahr 1694 „Cathérines Stamm“. Er selbst glaubte, sie habe ihn nach ihrem Tod mehrfach gerettet.
Als Tekakwitha getauft wurde, war ihr Katharina von Siena ein Vorbild, eine der Jungfrauen der Kirche, deren Lebensweise und strenge Askese sie nachstrebte. Kateri konnte durch synkretistische Umdeutungen der Taufe, der Jungfräulichkeit, der christlichen Gesellschaft und der äußersten Selbstkasteiung heilig und christlich in der französisch dominierten Gesellschaft erscheinen, zugleich aber einen hohen Status und ein gesteigertes Eigenbewusstsein in der irokesischen Gesellschaft erringen, die begonnen hatte, eine synkretistische Glaubenswelt zu entwickeln.